# Krebsmaus
Eine Krebsmaus, auch Harvard-Krebsmaus, Onkomaus oder – so der Handelsname – OncoMouse ist eine gentechnisch modifizierte Hausmaus, die dazu neigt, leichter an Tumoren zu erkranken. Für diesen speziell für die medizinische Forschung erzeugten Organismus übertrugen Philip Leder und Timothy A. Stewart 1984 an der Harvard-Universität mit Hilfe von Retroviren menschliche Brustkrebsgene in Mäuseembryonen.

## Kontroversen
Öffentliche Aufmerksamkeit erregte die Krebsmaus Ende der 1980er Jahre vor allem wegen mehrerer Patente, die in Nordamerika und Europa für diesen transgenen Organismus zugunsten des Chemie- und Pharmakonzerns DuPont erteilt wurden. Die Krebsmaus war damit der erste patentrechtlich geschützte Säugetierorganismus. In der öffentlichen Diskussion über die Patente wurden neben tierethischen Fragen auch allgemein die Grenzen der Patentierbarkeit von Leben erörtert. In Kanada wurde die Patentierbarkeit der Krebsmaus vom Obersten Gericht abgelehnt, da höhere Lebensformen nicht Gegenstand einer Erfindung sein könnten. Beim Europäischen Patentamt wurde der Patentantrag zunächst ebenfalls abgelehnt, da Tierarten nicht patentierbar seien. Die Beschwerdekammer hat dann aber zwischen Tierarten und einzelnen manipulierten Tieren unterschieden und das Patent 1992 unter der Nummer EP 169672 zunächst vorläufig erteilt und 2004 bestätigt. Außer religiös oder pflichtethisch geprägten Argumenten, die vor allem auf die Herabwürdigung der Kreatur abstellen, kritisierte die Eidgenössische Ethikkommission für die Biotechnologie im Ausserhumanbereich (EKAH) an der Patentierung, dass aufgrund der hohen Lizenzgebühren das Tiermodell für die Forschung kaum genutzt werden könne. Allgemein würden durch die Patentierung von Versuchstieren kleine Unternehmen benachteiligt und es ergäben sich Nachteile für die Freiheit des Wissensaustausches, was zu einer Beschränkung der Forschung führen könne.
Zum Gegenstand sozialwissenschaftlicher Analyse wurde die Krebsmaus in einem Buch der feministischen Wissenschaftssoziologin Donna Haraway (1996), in dem die „OncoMouse™“ als Biofakt dargestellt wird, das die Grenzen zwischen Mensch und Tier, Natur und Gesellschaft sowie wertfreier Wissenschaft und zweckmäßiger Technologie in Frage stelle und ein charakteristisches Beispiel für Praktiken einer hybriden „Technoscience“ sei. Die mit einem Brustkrebsgen modifizierte und markenrechtlich geschützte Maus steht bei Haraway symbolisch für die Aneignung und Vermarktung von Lebensformen.